# Бук червоний (Хмельницький, вул. Героїв Маріуполя)
Бук черво́ний — ботанічна пам'ятка природи місцевого значення в Україні. Розташована в межах міста Хмельницький, вул. Героїв Маріуполя, 5 (біля будинку Хмельницької міської ради).
Площа 0,01 га. Статус надано згідно з рішенням облвиконкому № 358-р від 22.10.1969 року. Перебуває у віданні: УЖКГ Хмельницького міськвиконкому.
Статус надано з метою збереження кількох вікових дерев бука червонолистої форми.